# 1637
- Wikisource

| Calendário gregoriano                                                        | 1637 MDCXXXVII                      |
| Ab urbe condita                                                              | 2390                                |
| Calendário arménio                                                           | 1086 – 1087                         |
| Calendário bahá'í                                                            | -207 – -206                         |
| Calendário budista                                                           | 2181                                |
| Calendário chinês                                                            | 4333 – 4334 Início a 26 de janeiro  |
| Calendário copta                                                             | 1353 – 1354                         |
| Calendário etíope                                                            | 1629 – 1630                         |
| Calendários hindus - Vikram Samvat - Calendário nacional indiano - Cáli Iuga | 1692 – 1693 1558 – 1559 4737 – 4738 |
| Calendário Holoceno                                                          | 11637                               |
| Calendário islâmico                                                          | 1047 – 1048                         |
| Calendário judaico                                                           | 5397 – 5398                         |
| Calendário persa                                                             | 1015 – 1016                         |
| Calendário rúnico                                                            | 1887                                |
| Calendário solar tailandês                                                   | 2180                                |

1637 (MDCXXXVII, na numeração romana)  foi um ano comum do século XVII do actual Calendário Gregoriano, da Era de Cristo, e a sua letra dominical foi D (53 semanas), teve início a uma quinta-feira e terminou também a uma quinta-feira.
| Ano completo                        |
| ----------------------------------- |
| Ano comum com início à quinta-feira |

## Eventos
- São feitas melhorias na estrada de acesso ao Porto de Vila do Topo, concelho da Calheta de forma a que este posso funcionar como plataforma de ligação com a ilha Terceira com melhores condições.

### Julho - Agosto
- 25 de Julho - Sai do Maranhão a primeira expedição a subir todo o rio Amazonas, sob o comando de Pedro Teixeira.
- 21 de Agosto - Durante a Revolta do Manuelinho tentaram os portugueses depor a dinastia Filipina, sem sucesso;
- Invasão do forte de São Sebastião, em Fortaleza no Ceará pelos holandeses.
- René Descartes inventa o conceito de número imaginário no seu livro La Géométrie.

### Em andamento
- Guerra dos Trinta Anos (1618–1648)

## Nascimentos
- 19 de abril — Lorenzo Onofrio Colonna, nobre italiano (m.1689).

## Mortes
- 15 de Fevereiro - Fernando II, Imperador da Alemanha (n. 1578).

## Por tema
- 1637 na música